# Claudius Hedman
Claudius Hedman, född 3 augusti 1680 i Härnösands församling, död 1 februari 1765 i Vasa församling, Finland, var en svensk präst.

## Biografi
Claudius Hedman föddes 1680 i Härnösands församling. Han var son till skomakaren Pehr Edman. Hedman blev 26 september 1699 student vid Uppsala universitet och avlade 28 maj 1707 magisterexamen vid universitet. Han prästvigdes 1708/1709 till huspredikant hos grevinnan Christina Törnflycht. Hedman avlade 28 maj 1712 pastoralexamen vid Uppsala universitet och blev 12 juni 1712 komminister i Klara församling, Stockholm med tillträde direkt. Han blev 1720 kyrkoherde i Vasa församling, Finland med tillträde 1 maj 1722. Hedman avled 1765 i Vasa församling.
Hedman var riksdagsman vid riksdagen 1726–1727, riksdagen 1731, riksdagen 1738–1739, riksdagen 1742–1743 och riksdagen 1751–1752.

### Familj
Hedman gifte sig 25 oktober 1712 med Anna Christina Wallman (1686–1771). Hon var dotter till handelsmannen Lennart Walman och Brita Montin. Anna Christina Wallman var änka efter komministern Johan Zedritz i Klara församling.